# Grundhobel

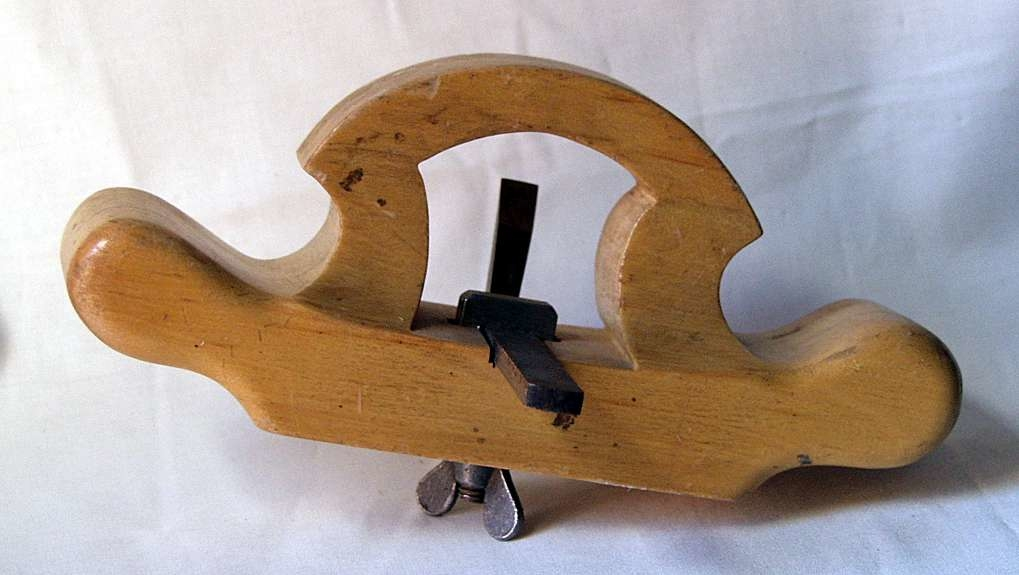
Im Grundhobel steht das abgewinkelte Messer senkrecht zur Sohle des Hobelkörpers.

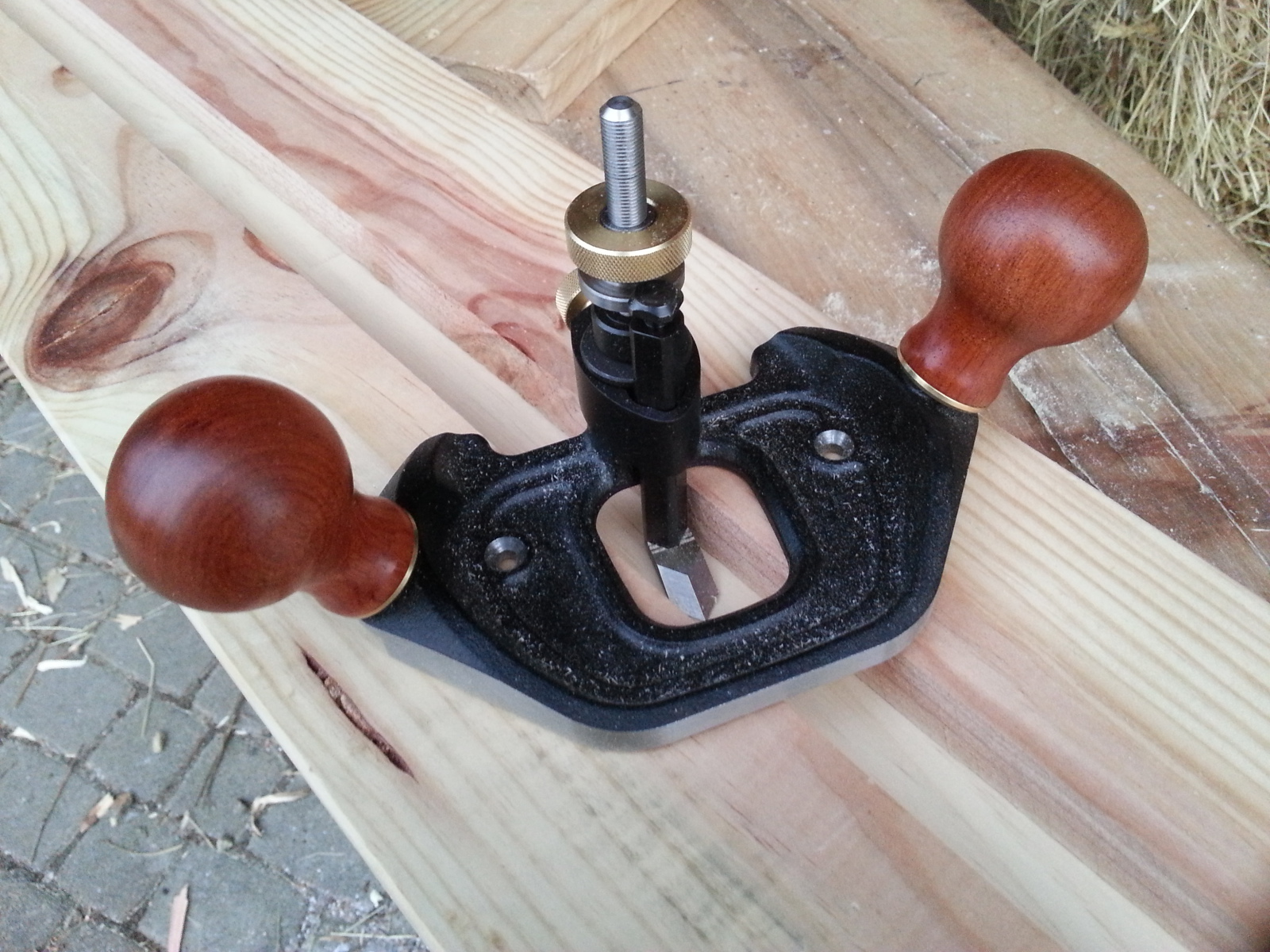
Grundhobel mit Hobelkörper aus Gusseisen

Der Grundhobel ist eine besondere Form eines Handhobels zur Begradigung (Gründen) von tieferliegenden Holzebenen bei Holzverbindungen, Gratnuten, Treppenwangen oder den Flächen von Zapfen.

## Funktionsweise des Grundhobels
Die Funktionsweise beruht auf einem unter der Hobelsohle hervorstehenden Hobeleisens, welches konstant parallel zur Hobelsohle geführt wird und somit den Grund säubert oder begradigt. Der englische Name router plane legt auch nahe, dass inzwischen in den meisten Fällen hier eine elektrische Oberfräse (englisch router) zum Einsatz kommt.

## Bauweisen von Grundhobeln
Der Hobelkörper kann sowohl aus Holz, als auch aus Metall – meist Gusseisen – bestehen. Die Klinge wird bei den kommerziellen Produkten in der Regel durch Verschraubung auf der eingestellten Höhe gehalten. Bei manchen Ausführungen lässt sich die Klingentiefe nach lösen der Feststellschraube durch ein weiteres Gewinde präziser einstellen. Bei den anderen wird das Hobeleisen per Hand verschoben.
Das Hobelmesser hat die Form eines L, so dass der Hauptteil des Messers senkrecht im Hobelkörper ruht, und die abgewinkelte Schneide einen besseren Schnittwinkel zum Holz hat.
Im Selbstbau kann das Prinzip eines Grundhobels auch mit einer Art geführten Stemmeisen umgesetzt werden.